# Lutèce
La Lutèce è una birra a bassa fermentazione di stile bière de garde prodotta in Francia dal birrificio Brasserie Nouvelle de Lutèce, fondato a Parigi nel dicembre del 1954 e formalmente dismesso nell'aprile 1990.
Successivamente il marchio è transitato sotto il controllo della società InBev e prodotta presso la Brasserie de Gayant di Douai, poco lontano dal confine belga. La birra prende il nome dall'antica citta di Lutetia Parisiorum, antenata dell'odierna Parigi.
La birra è realizzata con luppolo della Borgogna, addizionata con birra più giovane. La schiuma è fine densa e persistente, favorita dalla media effervescenza. La Lutèce si caratterizza per l'odore di frutta fermentata e di tostatura e per un dolce retrogusto di cereali e d'erba.